# Jake Norris
Jake Norris, né le 30 juin 1999 à Ascot, est un athlète britannique, spécialiste du lancer du marteau.

## Carrière
Son club est le Windsor Slough Eton & Hounslow. Il est entraîné par Paul Dickenson auprès de l’université d’Etat de Louisiane. En battant le record britannique en 80,65 m avec le marteau de 6 kg, il remporte le titre lors des Championnats du monde juniors 2018 à Tampere.

## Palmarès
| Date | Compétition                   | Lieu     | Résultat | Marque  |
| ---- | ----------------------------- | -------- | -------- | ------- |
| 2015 | Championnats du monde cadets  | Cali     | 7e       | 72,58 m |
| 2016 | Championnats d'Europe cadets  | Tbilissi | 2e       | 79,20 m |
| 2017 | Championnats d'Europe juniors | Grosseto | 7e       | 72,68 m |
| 2018 | Championnats du monde juniors | Tampere  | 1er      | 80,65 m |

## Records
| Épreuve           | Marque  | Lieu   | Date        |
| ----------------- | ------- | ------ | ----------- |
| Lancer du marteau | 73,24 m | Eugene | 6 juin 2018 |